# Klaus-Peter Willsch

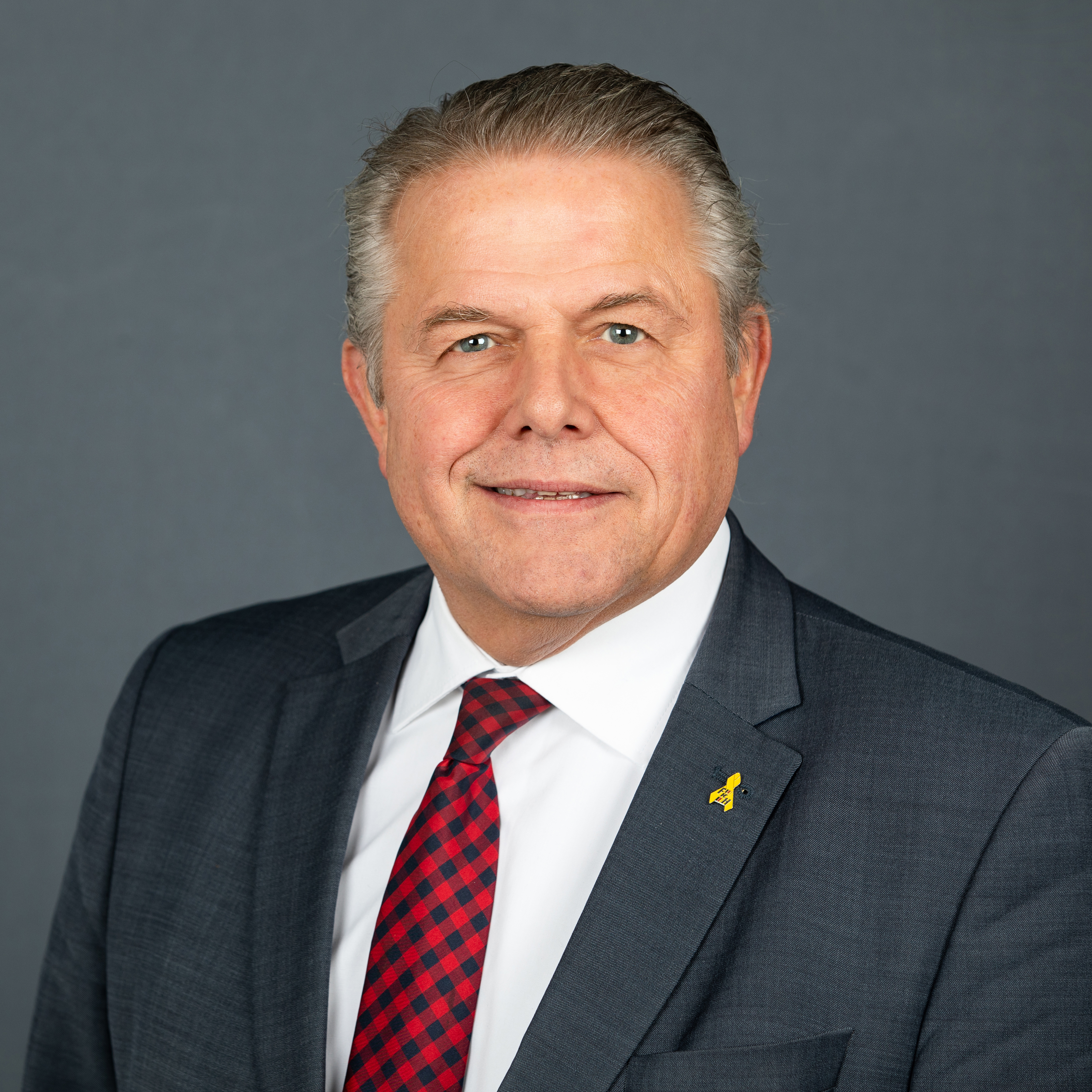
Klaus-Peter Willsch (2020)

Klaus-Peter Willsch (* 28. Februar 1961 in Bad Schwalbach) ist ein deutscher Politiker (CDU) und Volkswirt. Seit 1998 ist er Bundestagsabgeordneter.

## Leben und Beruf
Nach dem Abitur 1979 an der Leibnizschule Wiesbaden absolvierte Willsch ein Studium der Volkswirtschaftslehre und der Politikwissenschaft an der Johannes Gutenberg-Universität Mainz, welches er 1986 als Diplom-Volkswirt beendete. Danach leistete er seinen Wehrdienst beim Flugabwehrregiment 5 ab und durchlief später die Ausbildung zum Reserveoffizier (Dienstgrad Stand 2022: Oberstleutnant d.R.). Anschließend war er ab 1989 bei der Flughafen Frankfurt/Main AG zunächst in der Stabsstelle und zuletzt von 1992 bis 1994 als Leiter der Stelle für Vermietung, Verpachtung und interne Belegung tätig. Willsch ist Herausgeber der Anzeigenzeitung Rheingau-Taunus Monatsanzeiger und schreibt für Tichys Einblick.
Klaus-Peter Willsch ist evangelisch, verheiratet und hat fünf Kinder.

## Partei
Willsch trat 1978 in die Junge Union (JU) und 1979 auch in die CDU ein. Er war Vorsitzender des JU-Kreisverbandes Rheingau-Taunus und gehörte von 1986 bis 1992 dem JU-Landesvorstand von Hessen an.
Willsch gehört seit 1979 dem Vorstand des CDU-Kreisverbandes Rheingau-Taunus an und war dort ab 1984 stellvertretender Kreisvorsitzender, bis er 2002 schließlich zum Vorsitzenden des Kreisverbandes gewählt wurde. Seit 2000 ist Willsch auch Mitglied im Landesvorstand der hessischen CDU.

## Abgeordneter

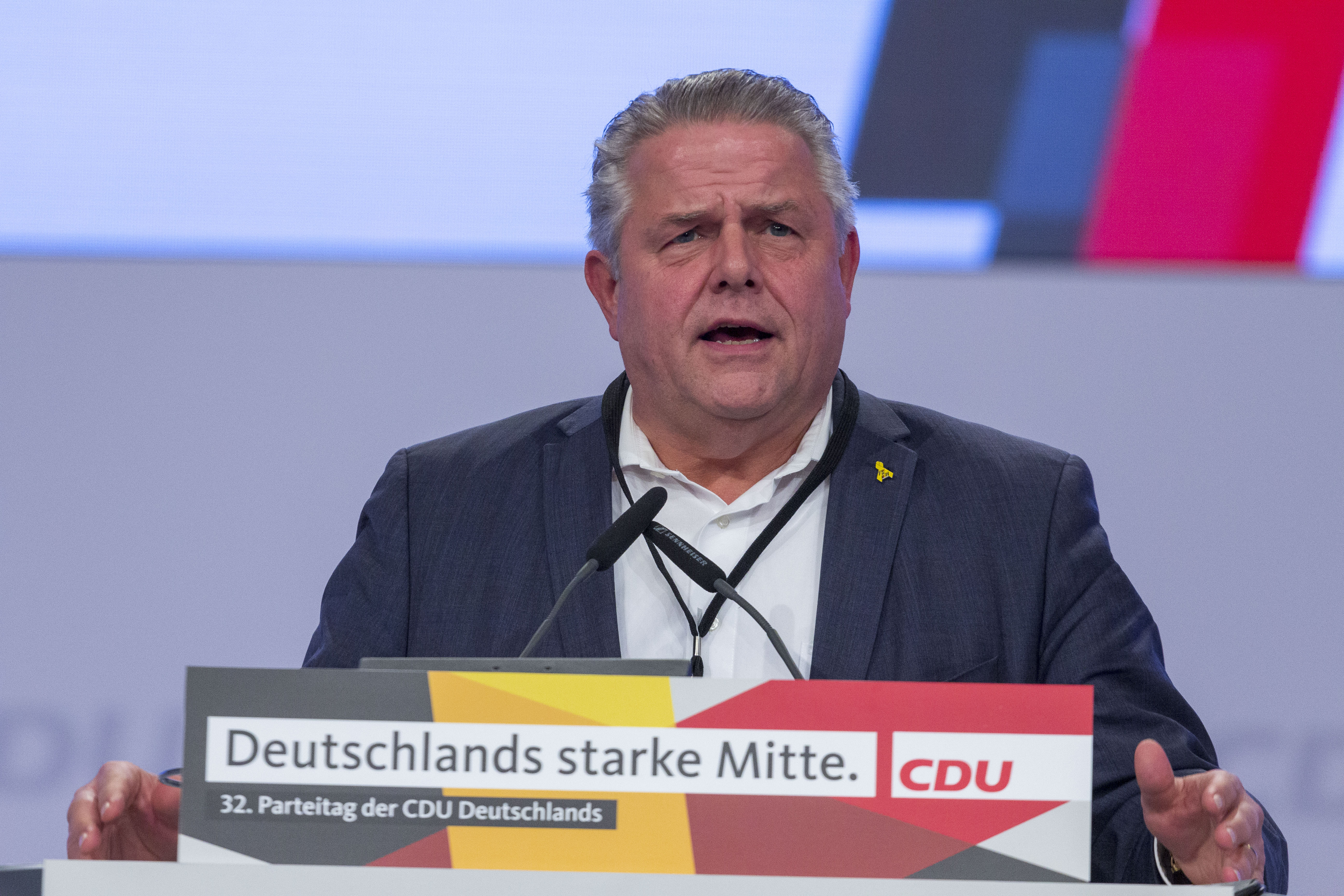
Klaus-Peter Willsch (2019)

Willsch gehörte von 1981 bis 1993 der Gemeindevertretung von Hohenstein an und war von 1985 bis 2011 Abgeordneter im Kreistag des Rheingau-Taunus-Kreises. Von 1991 bis 1997 war er Vorsitzender des Haupt- und Finanzausschusses des Rheingau-Taunus-Kreistages.
Seit 1998 ist Willsch Mitglied des Deutschen Bundestages. Er ist stets als direkt gewählter Abgeordneter des Wahlkreises Rheingau-Taunus – Limburg in den Deutschen Bundestag eingezogen. Bei der Bundestagswahl 2013 erreichte er 52,1 % der Erststimmen. Damit erzielte er das drittbeste Ergebnis der hessischen Bundestagsabgeordneten. Sein Mandat gewann er bis 2017 mit deutlichem Vorsprung und starkem Erststimmenergebnis (1998: 46,8 %; 2002: 47,4 %; 2005: 47,5 %; 2009: 46,1 %; 2013: 52,1 %; 2017: 41,8 %; 2021: 30,2 %; 2025: 36,8 %).
Im Bundestag war Willsch von 1998 bis 2002 ordentliches Mitglied im Ausschuss für Finanzen. Von 2002 bis 2013 war er ordentliches Mitglied im Haushaltsausschuss, wo er seit 2009 auch Obmann für die CDU/CSU-Bundestagsfraktion war. Wegen seines von der Fraktionsmehrheit abweichenden Abstimmungsverhaltens in Sachen Euro-Rettungspolitik wurde er in der 18. Legislaturperiode nicht mehr in den Haushaltsausschuss entsandt. Seitdem ist er ordentliches Mitglied im Ausschuss für Wirtschaft und Energie und stellvertretendes Mitglied im Verteidigungsausschuss, sowie im 1. Untersuchungsausschuss des Verteidigungsausschusses.
Seit 2002 ist Willsch Beisitzer im Vorstand des Parlamentskreises Mittelstand (PKM) der CDU/CSU-Fraktion. Mit 175 Abgeordneten ist der PKM die größte Gruppe innerhalb der CDU/CSU-Bundestagsfraktion und auch die größte soziologische Gruppe im Deutschen Bundestag.
In den Jahren 2002 bis 2005 war Willsch Beauftragter des Bundestages für die Beziehungen zum kroatischen Parlament.
2005 initiierte er die deutsch-kroatische Parlamentariergruppe, deren erster Vorsitzender er wurde. Im Juli 2013 erhielt er aus der Hand des kroatischen Botschafters Miro Kovač den Orden des Kroatischen Flechtwerks „Red hrvatskog pletera“. Dieser wird an Ausländer verliehen, die sich um die Republik Kroatien verdient gemacht haben.
Seit 2010 ist Willsch Vorsitzender des Parlamentarischen Freundeskreises Berlin-Taipeh, der mit insgesamt 45 Mitgliedern eine der größten Parlamentariergruppen im Deutschen Bundestag ist, aber aufgrund der Ein-China-Politik nicht offiziell den Namen „Parlamentariergruppe“ führt. Seit 2009 ist Willsch Vorsitzender der fraktionsübergreifenden Parlamentsgruppe Luft- und Raumfahrt. Seit 2014 ist er Mitglied der Regionalversammlung Südhessen.
Am 26. Juni 2025 wählte ihn das Plenum des Bundestages in das Vertrauensgremium zur Genehmigung der geheimen Wirtschaftspläne der Nachrichtendienste des Bundes.

## Politische Positionen
Bundesweite Aufmerksamkeit brachte Willsch sein abweichendes Abstimmungsverhalten in Fragen der Euro-Rettungspolitik. Im Mai 2010 lehnte er als einer von fünf Koalitionsabgeordneten das erste Griechenlandpaket sowie den temporären Euro-Rettungsschirm EFSF ab. 2011 legte er mit seinem „Euro 2.0“ ein Gegenkonzept vor, das u. a. einen Neuzuschnitt des Euro-Währungsgebietes vorsah. Willsch, Frank Schäffler (FDP), Sylvia Canel (FDP) und sieben weitere Bundestagsabgeordnete gründeten im Mai 2012 eine „Allianz gegen den ESM“, weil der gegen Haftung und Eigenverantwortung verstoßen würde.
Am 15. November 2015 äußerte sich Willsch angesichts der Flüchtlingskrise in Europa und in Deutschland wie folgt: „Wir müssen dazu kommen, Flüchtlinge an den Grenzen zurückzuweisen. Gelingt uns das nicht, werden die Bürger der Kanzlerin das Vertrauen entziehen […]. In der Fraktion herrscht Verzweiflung darüber, dass die Regierungsspitze nicht aufnimmt, was an sie herangetragen wird.“
Im Mai 2014 wurde Willsch von Mitgliedern seiner eigenen Partei kritisiert, nachdem er ein Bündnis der CDU mit der Alternative für Deutschland ins Gespräch gebracht hatte. Der hessische Ministerpräsident Volker Bouffier (CDU) bezeichnete solche Forderungen als „absurd“. Im Jahr 2016 erneuerte er den Vorschlag zur Zusammenarbeit mit der AfD, indem er beteuerte, dass man jene Partei zur Koalition auswählen solle, in der es am meisten Übereinstimmungspunkte gibt. Bei der Konstituierung des 21. Deutschen Bundestages im März 2025 gehörte Willsch zu den Abgeordneten der CDU, die entgegen der abgesprochenen Fraktionslinie bei der Kandidatur des AfD-Kandidaten Gerold Otten zum Bundestagsvizepräsidenten diesem die Stimme gaben. Er erklärte dazu, mit der „Sonderbehandlung der AfD muss es jetzt mal gut sein“. Otten sei „ein respektabler Kerl ohne Skandale“. Zugleich nannte er es „unfassbar“, dass der ebenfalls angetretene Linken-Kandidat Bodo Ramelow Stimmen von der CDU bekommen habe.

## Kritik

### Unterstützung durch die Rüstungsindustrie
2007 kam Willsch in die Kritik, nachdem Unternehmen der Rüstungsindustrie regelmäßig in einem regionalen Magazin, bei dem Willsch als Herausgeber fungierte, Anzeigen geschaltet hatten und dafür insgesamt 30.000 Euro zahlten. Da die Anzeigen „keinerlei werblichen Wert“ hätten, sei dies als „politische Landschaftspflege der Rüstungskonzerne“ zu werten, so der damalige hessische SPD-Generalsekretär Norbert Schmitt. Zu der Zeit war Willsch als Mitglied des Haushaltsausschusses mit Grundsatzentscheidungen über Rüstungsaufträge im Bundestag mitverantwortlich. Die Opposition verurteilte dies und forderte den Rücktritt aus dem Haushaltsausschuss; der Staatsrechtler Hans Herbert von Arnim äußerte den Verdacht, es könne sich „bei den Zahlungen um verkappte Parteispenden handeln.“

### Verstoß gegen Verhaltens- und Transparenzregeln des Bundestages
Das Präsidium des Deutschen Bundestages stellte am 22. März 2017 gemäß den Verhaltensregeln für Mitglieder des Deutschen Bundestages fest, dass Willsch seine Pflichten nach dem Abgeordnetengesetz verletzt hat, indem er nach mehrfachen Fristverstößen, die schriftliche Aufforderungen zur Fristeinhaltung nach sich zogen, sowie einer Ermahnung des Präsidenten die Frist zur Anzeige von Einkünften neben dem Mandat in einem weiteren Fall nicht eingehalten hat.

### Private Feier während COVID-19-Pandemie
Im März 2021 geriet Willsch in die Kritik, da er seinen 60. Geburtstag während der COVID-19-Pandemie mit mindestens zwölf Personen in seiner Privatwohnung gefeiert hatte. Mit einem in politischen Kreisen kursierenden Handyvideo konfrontiert, räumte Willsch ein, seiner Vorbildfunktion als Politiker nicht gerecht geworden zu sein. Es habe sich, so Willsch, aber lediglich um den „unangekündigten Besuch einer befreundeten Familie“ gehandelt, die zur Feier seiner Familie hinzugestoßen sei. Dies war nach den zu diesem Zeitpunkt geltenden Regeln in Hessen nicht verboten, allerdings galt für private Treffen eine Empfehlung, sich auf den eigenen Hausstand und höchstens eine weitere Person zu beschränken.

## Öffentliche Ämter
Willsch war von 1994 bis 1998 direkt gewählter Bürgermeister der Gemeinde Schlangenbad. 2021 wurde er ehrenamtlicher Erster Kreisbeigeordneter des Rheingau-Taunus-Kreises.

## Weitere Funktionen in Unternehmen, Vereinen, Verbänden und Stiftungen
- go4copy.net eG, Frankfurt am Main (Mitglied des Aufsichtsrates)
- Wissenschaftszentrum Berlin für Sozialforschung (WZB) gemeinnützige GmbH, Berlin, Mitglied des Kuratoriums
- Bürgeraktion PRO Flughafen, Frankfurt am Main, Stellvertretender Vorsitzender des Vorstandes
- Forum Luft- und Raumfahrt e. V., Berlin, Kooptiertes Mitglied des Vorstandes
- Fraunhofer-Institut für Produktionsanlagen und Konstruktionstechnik (IPK), Berlin, Mitglied des Kuratoriums
- Rheingau-Taunus-Marketing e. V., Oestrich-Winkel, Vorsitzender des Vorstandes

## Veröffentlichung
- Klaus-Peter Willsch: Von Rettern und Rebellen: Ein Blick hinter die Kulissen unserer Demokratie. FinanzBuch Verlag, München 2015, ISBN 978-3-89879-926-3.